# Proutictis festucaria
Proutictis festucaria är en fjärilsart som beskrevs av Jacob Hübner 1790. Proutictis festucaria ingår i släktet Proutictis och familjen mätare. Inga underarter finns listade i Catalogue of Life.